# 黎文軒
黎文軒，SBS，FSDSM，FSMSM（1959年8月15日— ），前任香港消防處處長。

## 簡介
黎文軒於1979年6月加入香港消防處擔任助理消防隊長，至2014年6月晉升為消防處處長一職，接任退休的陳楚鑫。他曾參與多項重大的前線救災行動，包括1996年嘉利大廈大火，2011年花園街排檔大火。時任消防處副處長的黎文軒親自率領隊員進入火場救援。
擔任處長任內期間，2014年石硤尾邨美映樓爆炸事件及2016年淘大工業村迷你倉大火。共有三名消防隊員殉職。
黎文軒於2004年及2009年分別獲頒授香港消防事務榮譽獎章及卓越獎章。

## 外部連結
- 消防處處長歡迎辭（页面存档备份，存于）

| 政府职务      | 政府职务                  | 政府职务      |
| ------------- | ------------------------- | ------------- |
| 前任： 陳楚鑫 | 消防處處長 2014年－2016年 | 繼任： 李建日 |